# Divided by Night
Divided by Night é o quarto álbum de estúdio do duo eletrônico The Crystal Method. O álbum foi lançado em 12 de maio de 2009. O primeiro single "Drown in the Now" foi lançado na loja Itunes em 14 de abril de 2009 e contém a participação do cantor Matisyahu.

## Faixas

### Versão Normal
| N.º | Título                  | Duração |  |
| 1.  | "Divided by Night"      | 5:03    |  |
| 2.  | "Dirty Thirty"          | 5:26    |  |
| 3.  | "Drown in the Now"      | 5:49    |  |
| 4.  | "Kling to the Wreckage" | 4:06    |  |
| 5.  | "Smile?"                | 5:36    |  |
| 6.  | "Sine Language"         | 6:17    |  |
| 7.  | "Double Down Under"     | 5:51    |  |
| 8.  | "Come Back Clean"       | 4:59    |  |
| 9.  | "Slipstream"            | 5:21    |  |
| 10. | "Black Rainbows"        | 6:23    |  |
| 11. | "Blunts & Robots"       | 5:51    |  |
| 12. | "Falling Hard"          | 6:39    |  |

### Edição EspecialiTunes
| N.º | Título                                  | Duração |  |
| 1.  | "Divided by Night"                      | 5:03    |  |
| 2.  | "Dirty Thirty"                          | 5:26    |  |
| 3.  | "Drown in the Now"                      | 5:49    |  |
| 4.  | "Kling to the Wreckage"                 | 4:06    |  |
| 5.  | "Smile?"                                | 5:36    |  |
| 6.  | "Sine Language"                         | 6:17    |  |
| 7.  | "Double Down Under"                     | 5:51    |  |
| 8.  | "Come Back Clean"                       | 4:59    |  |
| 9.  | "Slipstream"                            | 5:21    |  |
| 10. | "Black Rainbows"                        | 6:23    |  |
| 11. | "Blunts & Robots"                       | 5:51    |  |
| 12. | "Falling Hard"                          | 6:39    |  |
| 13. | "Play for Real"                         | 5:01    |  |
| 14. | "Divided by Night Track-by-Track video" | 7:13    |  |
| 15. | "Drown in the Now"                      | 3:35    |  |
| 16. | "Divided by Night Digital Booklet"      | ---     |  |